# Шамаре
Шамаре (фр. Chamaret) насеље је и општина у источној Француској у региону Рона-Алпи, у департману Дром која припада префектури Нион.
По подацима из 2011. године у општини је живело 552 становника, а густина насељености је износила 70,86 становника/km². Општина се простире на површини од 7,79 km². Налази се на средњој надморској висини од 226 метара (максималној 264 m, а минималној 135 m).

## Демографија
| 1962. | 1968. | 1975. | 1982. | 1990. | 1999. | 2011. |
| ----- | ----- | ----- | ----- | ----- | ----- | ----- |
| 277   | 312   | 275   | 349   | 455   | 493   | 552   |

График промене броја становника у току последњих година